# Giải vô địch bóng đá Nam Mỹ 1945
Giải vô địch bóng đá Nam Mỹ 1945 là Giải vô địch bóng đá Nam Mỹ lần thứ 18, diễn ra ở Santiago, Chile từ 14 tháng 1 đến 28 tháng 2 năm 1945. Giải đấu có 5 đội tuyển tham gia, đấu vòng tròn tính điểm để chọn ra nhà vô địch. Brasil giành chức vô địch lần thứ hai sau khi vượt qua Paraguay ở lượt trận đấu cuối.

## Địa điểm
| Santiago                    |
| --------------------------- |
| Sân vận động quốc gia Chile |
| Sức chứa: 70.000            |
|                             |

## Kết quả
| Đội       | Pld | W | D | L | GF | GA | GD  | Pts |
| --------- | --- | - | - | - | -- | -- | --- | --- |
| Argentina | 6   | 5 | 1 | 0 | 22 | 5  | +17 | 11  |
| Brasil    | 6   | 5 | 0 | 1 | 19 | 5  | +14 | 10  |
| Chile     | 6   | 4 | 1 | 1 | 15 | 5  | +10 | 9   |
| Uruguay   | 6   | 3 | 0 | 3 | 14 | 6  | +8  | 6   |
| Colombia  | 6   | 1 | 1 | 4 | 7  | 25 | −18 | 3   |
| Bolivia   | 6   | 0 | 2 | 4 | 3  | 16 | −13 | 2   |
| Ecuador   | 6   | 0 | 1 | 5 | 9  | 27 | −18 | 1   |

## Trận đấu
| Chile                                                             | 6–3 | Ecuador                                              |
| ----------------------------------------------------------------- | --- | ---------------------------------------------------- |
| Alcántara 28', 59', 81' · Vera 29' · Hormazábal 45' · Clavero 70' |     | Raymondi Chávez 30' · Jiménez 44' · Luis Mendoza 51' |

| Argentina                                                | 4–0 | Bolivia |
| -------------------------------------------------------- | --- | ------- |
| Pontoni 10' · Martino 43' · Loustau 70' · De la Mata 75' |     |         |

| Brasil                                     | 3–0 | Colombia |
| ------------------------------------------ | --- | -------- |
| Jorginho 13' · Heleno 15' · de Almeida 38' |     |          |

| Chile                                      | 5–0 | Bolivia |
| ------------------------------------------ | --- | ------- |
| Clavero 13', 27', 39' · Alcántara 75', 79' |     |         |

| Uruguay                                         | 5–1 | Ecuador    |
| ----------------------------------------------- | --- | ---------- |
| A. García 1', 60', 83' · Porta 28' · Varela 69' |     | Aguayo 39' |

| Uruguay                                                                        | 7–0 | Colombia |
| ------------------------------------------------------------------------------ | --- | -------- |
| A. García 22', 89' · Riephoff 25' · J. García 37', 83' · Ortiz 75' · Porta 86' |     |          |

| Brasil                      | 2–0 | Bolivia |
| --------------------------- | --- | ------- |
| Ademir 48' · Tesourinha 80' |     |         |

| Chile                    | 2–0 | Colombia |
| ------------------------ | --- | -------- |
| Medina 48' · Piñeiro 80' |     |          |

| Argentina                                                   | 4–2 | Ecuador                     |
| ----------------------------------------------------------- | --- | --------------------------- |
| Pontoni 11' · De la Mata 50' · Martino 69' · Pellegrina 83' |     | Aguayo 53' · J. Mendoza 62' |

| Argentina                                                                                  | 9–1 | Colombia    |
| ------------------------------------------------------------------------------------------ | --- | ----------- |
| Pontoni 3', 7' · Méndez 15', 39' · Martino 27' · Boyé 41' · Loustau 50' · Ferraro 80', 81' |     | Mendoza 52' |

| Brasil                   | 3–0 | Uruguay |
| ------------------------ | --- | ------- |
| Heleno 8', 32' · Rui 20' |     |         |

| Bolivia | 0–0 | Ecuador |
| ------- | --- | ------- |
|         |     |         |

| Chile     | 1–1 | Argentina  |
| --------- | --- | ---------- |
| Medina 3' |     | Méndez 52' |

| Uruguay                | 2–0 | Bolivia |
| ---------------------- | --- | ------- |
| Falero 26' · Porta 75' |     |         |

| Argentina            | 3–1 | Brasil     |
| -------------------- | --- | ---------- |
| Méndez 14', 20', 40' |     | Ademir 32' |

| Colombia                                    | 3–1 | Ecuador   |
| ------------------------------------------- | --- | --------- |
| González Rubio 2' · Gámez 64' · Berdugo 70' |     | Aguayo 4' |

| Chile     | 1–0 | Uruguay |
| --------- | --- | ------- |
| Medina 8' |     |         |

| Bolivia                                        | 3–3 | Colombia                                   |
| ---------------------------------------------- | --- | ------------------------------------------ |
| Fernández 57' · Zenón González 75' · Orgaz 80' |     | González Rubio 3' · Berdugo 7' · Gámez 67' |

| Brasil                                                                   | 9–2 | Ecuador                   |
| ------------------------------------------------------------------------ | --- | ------------------------- |
| Ademir 3', 10', 75' · Heleno 22', 28' · Zizinho 40', 65' · Jair 67', 68' |     | Aguayo 42' · Albornoz 49' |

| Argentina   | 1–0 | Uruguay |
| ----------- | --- | ------- |
| Martino 50' |     |         |

| Brasil     | 1–0 | Chile |
| ---------- | --- | ----- |
| Heleno 20' |     |       |

## Danh sách cầu thủ ghi bàn
6 bàn
| - Norberto Doroteo Méndez | - Heleno de Freitas |  |

5 bàn
| - Ademir Marques de Menezes | - Juan Alcántara | - Atilio García |

4 bàn
| - Rinaldo Martino - René Pontoni | - Guillermo Clavero - Víctor Aguayo |  |

3 bàn
| - Desiderio Medina | - Roberto Porta |  |

2 bàn
| - Vicente de la Mata - José Luis Ferraro - Félix Loustau | - Jair da Rosa Pinto - Zizinho - Roberto Gámez | - González Rubio - Fulgencio Berdugo - José García |

1 bàn
| - Mario Boyé - Manuel Pellegrina - Raúl Fernández - Zenón González - Severo Orgaz - Jaime de Almeida - Jorginho - Rui | - Tesourinha - Francisco Hormazábal - Manuel Piñeiro - Erasmo Vera - Arturo Mendoza - Guillermo Albornoz - José Mendoza - José María Jiménez | - Luis Mendoza - Raymondi Chávez - Nicolás Falero - José María Ortiz - Juan Riephoff - Obdulio Varela |